# 彦坐王
彦坐王（ひこいますのみこ/ひこいますのおう、生没年不詳）は、記紀等に伝わる古代日本の皇族。
『日本書紀』では「彦坐王」、『古事記』では「日子坐王」、他文献では「彦坐命」・「彦今簀命」とも表記される。
第9代開化天皇の第三皇子で、第12代景行天皇の曾祖父である。事績に関する記載は少ないが、『古事記』において詳細な系譜が記される人物である。

## 系譜

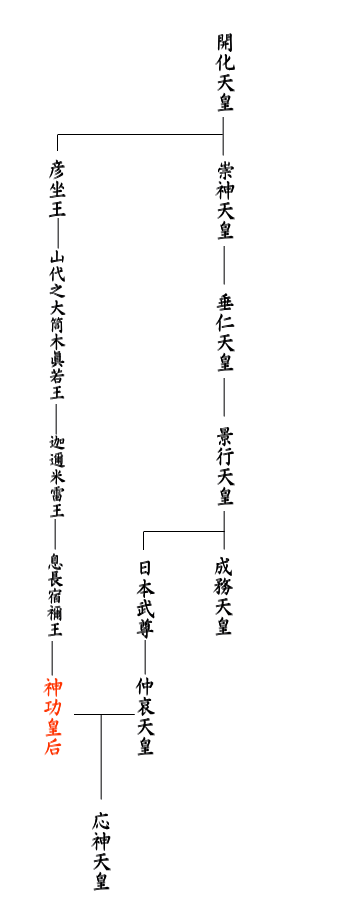
彦坐王関係系図

『日本書紀』開化天皇紀によれば、第9代開化天皇と、和珥臣（和珥氏）遠祖の姥津命の妹の姥津媛（ははつひめのみこと）との間に生まれた皇子である。同書における子女に関する記載は、垂仁天皇紀において丹波道主命が子である旨のみである（ただし丹波道主命は彦湯産隅王の子という異伝も併記）。
『古事記』では、開化天皇と丸邇臣（和珥臣に同じ）祖の日子国意祁都命の妹の意祁都比売命（おけつひめのみこと）との間に生まれた第三皇子とする。続けて、王の子女に関して次のように記載する（表記は『古事記』を第一とし、括弧内に『日本書紀』ほかを記載）。
- 妃：山代之荏名津比売（やましろのえなつひめ、苅幡戸辨） - 山代県主祖の長溝命の女。
  - 大俣王（おおまたのみこ） 
    - 孫：曙立王 - 伊勢之品遅部君祖、伊勢之佐那造の祖。
    - 孫：菟上王 - 比売陀君の祖。

  - 小俣王（おまたのみこ） - 当麻勾君の祖。
  - 志夫美宿禰王（しぶみのすくねのみこ） - 佐佐君の祖。
- 妃：沙本之大闇見戸売（さほのおおくらみとめ） - 春日建国勝戸売の女。
  - 沙本毘古王（さほびこのみこ、狭穂彦王） - 日下部連祖、甲斐国造の祖。
  - 袁邪本王（おざほのみこ） - 葛野之別祖、近淡海蚊野之別の祖。
  - 沙本毘売命（さほびめのみこと、狭穂姫命/佐波遅比売） - 垂仁天皇の前皇后。
  - 室毘古王（むろびこのみこ） - 若狭之耳別の祖。
- 妃：息長水依比売命（おきながのみずよりひめのみこと） - 天之御影神の女。
  - 丹波比古多多須美知能宇斯王（たんばひこたたすみちのうしのみこ、丹波道主命）
    - 孫：比婆須比売命（日葉酢媛命） - 垂仁天皇の後皇后、景行天皇の母。
    - 孫：真砥野比売命（真砥野媛） - 垂仁天皇妃。
    - 孫：弟比売命 - 垂仁天皇妃。
    - 孫：朝廷別王 - 三川之穂別の祖。

  - 水之穂真若王（みずのほまわかのみこ） - 近淡海之安直の祖。
  - 神大根王（かむのおおねのみこ、八瓜入日子王） - 三野国之本巣国造の祖、長幡部連の祖。
  - 水穂五百依比売（みずほのいおよりひめ）
  - 御井津比売（みいつひめ）
- 妃：袁祁都比売命（おけつひめのみこと） - 彦坐王の母の意祁都比売命の妹。
  - 山代之大筒木真若王（やましろのおおつつきまわかのみこ）
    - 孫：迦邇米雷王 - 
      - 息長宿禰王
        - 息長帯比売命（神功皇后）
        - 息長日子王（吉備品遅君祖、針間阿宗君祖）
        - 大多牟坂王（大陀牟夜別、但遅麻国造祖）

  - 比古意須王（ひこおすのみこ）
  - 伊理泥王（いりねのみこ）

## 記録
『日本書紀』では事績に関する記載はない。『古事記』では後述のように丹波派遣伝承が記されるのに対して、『日本書紀』では子の丹波道主命が四道将軍の一人として丹波に派遣されたとしている。
『古事記』崇神天皇段では、日子坐王は天皇の命によって旦波国（丹波国）に遣わされ、玖賀耳之御笠（くがみみのみかさ）を討ったという。

## 墓
墓は、宮内庁により岐阜県岐阜市岩田西にある日子坐命墓（ひこいますのみことのはか、北緯35度26分54.10秒 東経136度50分5.16秒）に治定されている。宮内庁上の形式は自然石。
墓には隣接して伊波乃西神社が鎮座し、日子坐命（彦坐王）に関する由緒を伝える。

## 後裔

### 氏族
前述のように『古事記』では、伊勢之品遅部君・伊勢之佐那造・比売陀君・当麻勾君・佐佐君・日下部連・葛野之別・近淡海蚊野之別・若狭之耳別・三川之穂別・近淡海之安直・長幡部連・吉備品遅君・針間阿宗君ら諸氏族の祖であると記されている。
また『新撰姓氏録』では、次の氏族が後裔として記載されている。
- 左京皇別 治田連 - 開化天皇皇子の彦坐命の後。続けて、四世孫の彦□命が征北夷に功があり近江国浅井郡の地を賜り、子孫が治田連を賜ったと記す。
- 左京皇別 軽我孫 - 治田連同氏。彦坐命の後。続けて、四世孫の白髪王が阿比古姓を賜り、のち軽我孫姓を負ったと記す。
- 左京皇別 鴨県主 - 治田連同祖。彦坐命の後。
- 右京皇別 大私部 - 開化天皇皇子の彦坐命の後。
- 山城国皇別 日下部宿禰 - 開化天皇皇子の彦坐命の後。
- 山城国皇別 軽我孫公 - 治田連同祖。彦坐命の後。
- 山城国皇別 堅井公 - 彦坐命の後。
- 山城国皇別 別公 - 同上。
- 大和国皇別 川俣公 - 日下部宿禰同祖。彦坐命の後。
- 摂津国皇別 日下部宿禰 - 出自は開化天皇皇子の彦坐命。
- 摂津国皇別 依羅宿禰 - 日下部宿禰同祖。彦坐命の後。
- 摂津国皇別 鴨君 - 同前氏。
- 河内国皇別 日下部連 - 彦坐命の子の狭穂彦命の後。
- 河内国皇別 川俣公 - 日下部連同祖。彦坐命の後。
- 河内国皇別 豊階公 - 川俣公同祖。彦坐命の子の沢道彦命の後。
- 和泉国皇別 日下部首 - 日下部宿禰同祖。彦坐命の後。
- 和泉国皇別 日下部 - 日下部首同祖。

### 国造
前述のように『古事記』では、甲斐国造（のちの甲斐国の範囲）、本巣国造（のちの美濃国本巣郡の範囲）、多遅摩国造（但遅麻国造）の祖であると記されている。
また『先代旧事本紀』「国造本紀」では、次の国造が後裔として記載されている。
- 淡海国造 - 志賀高穴穂朝（成務天皇）の御世に彦坐王の三世孫の大陀牟夜別を国造に定める、という。のちの近江国周辺にあたる[6]。
- 三野前国造 - 春日率川朝（開化天皇）皇子の彦坐王の子の八瓜命を国造に定める、という。のちの美濃国西部周辺にあたる[7]。
- 但遅麻国造 - 志賀高穴穂朝（成務天皇）の御世に竹野君同祖の彦坐王の五世孫の船穂足尼を国造に定める、という。のちの但馬国朝来郡・養父郡周辺にあたる[8]。
- 稲葉国造 - 志賀高穴穂朝（成務天皇）の御世に彦坐王の子の彦多都彦命を国造に定める、という。のちの因幡国法美郡・高草郡・八上郡周辺にあたる[9]。

## 考証
『古事記』に見えるように、彦坐王は春日・沙本・山代・淡海・旦波ら諸豪族を血縁で結ぶ地位に位置づけられている。このことから、彦坐王の系譜は和珥氏や息長氏を中心とする畿内北部豪族らにより伝えられたとする説があるほか、そうした畿内北部における広域的な連合政権の存在の暗示が指摘されている。
なお、垂仁天皇朝に見える狭穂彦王（沙本毘古王）の反乱伝承から、「崇神 - 垂仁」に対立する「彦坐王 - 狭穂彦」の皇統があったとする説もある。